# Борисовка (Краснодарский край)
Бори́совка — село в Приморском внутригородском районе муниципального образования город Новороссийск Краснодарского края России.

## География
Расположено на Абрауском полуострове Новороссийской (Цемесской) бухты Чёрного моря, в 6,5 км к северо-западу от центра Новороссийска, граничит с Приморским районом Новороссийска, с посёлком Цемдолина на востоке. По восточной окраине проходит федеральная трасса А-290

## Население
| 1873 | 2002  | 2005  | 2010  | 2021  |
| ---- | ----- | ----- | ----- | ----- |
| 216  | ↗2270 | ↗2300 | ↗3188 | ↗5040 |